# Морская полиция: Спецотдел (сезон 5)
Список эпизодов пятого сезона телевизионной драмы «Морская полиция: Спецотдел» (NCIS), который выходил в эфир в период с 25 сентября 2007 по 20 мая 2008 года. Он содержит сюжетную линию Ла Гренуиля, которая закончилась в финале четвертого сезона. Также в пятом сезоне более подробно описывается жизнь Гиббса до NCIS.

## В ролях
| Имя                    | Исполнитель     | В ролях    | Периодический персонаж |
| ---------------------- | --------------- | ---------- | ---------------------- |
| Лерой Джетро Гиббс     | Марк Хэрмон     | весь сезон | н/д                    |
| Энтони ДиНоззо         | Майкл Уэзерли   | весь сезон | н/д                    |
| Зива Давид             | Коте де Пабло   | весь сезон | н/д                    |
| Эбби Шуто              | Поли Перретт    | весь сезон | н/д                    |
| Тимоти МакГи           | Шон Мюррей      | весь сезон | н/д                    |
| Дженнифер Шепард       | Лорен Холли     | весь сезон | н/д                    |
| Дональд «Даки» Маллард | Дэвид Маккаллум | весь сезон | н/д                    |
| Джимми Палмер          | Брайан Дитцен   | н/д        | весь сезон             |
| Лион Вэнс              | Роки Кэрролл    | н/д        | с 14 эпизода           |

## Эпизоды
| № | #  | Название                                             | Режиссёр              | Сценарист                                    | Дата показа в США | Зрители США (миллионы) |
| --- | -- | ---------------------------------------------------- | --------------------- | -------------------------------------------- | ----------------- | ---------------------- |
| 95 | 1  | «Похороните мёртвых» «Bury Your Dead»                | Томас Дж. Райт        | Шейн Брэннан                                 | 25 сентября 2007  | 13,89                  |
| Продолжение сюжета о знакомстве Тони с Ла Гренуилем. Отец Джин сажает их с Тони в свой лимузин, и они едут в ресторан на обед по случаю знакомства, а автомобиль Ди Ноззо, управляемый помощником Ла Гренуиля, едет следом. Неожиданно он взрывается, и это видят Гиббс, МакГи, Зива, Шепард и весь персонал видеоцентра. Они думают, что Тони погиб. Однако Даки, проводивший аутопсию трупа из взорванного автомобиля, заявляет, что погибший - не Тони... |    |                                                      |                       |                                              |                   |                        |
| 96 | 2  | «Семья» «Family»                                     | Марта Митчелл         | Стивен Байндер                               | 2 октября 2007    | 16,42                  |
| Старшина, как полагают, погиб в автокатастрофе, пока несоответствия на месте преступления не показывают, что старшина был убит, а не был водителем разбитого автомобиля. Когда водитель автомобиля позже найден, Даки проводит вскрытие и обнаруживает, что жертва была избита до смерти и родила не за долго до этого. Это принуждает команду считать, что убийца взял её ребенка. |    |                                                      |                       |                                              |                   |                        |
| 97 | 3  | «Дело бывшей жены» «Ex-File»                         | Деннис Смит           | Альфонсо Морено                              | 9 октября 2007    | 16,36                  |
| Две женщины находят военно-морского Капитана мертвым на Военной базе. Одна из них является его женой, а другая - третьей бывшей женой Гиббса. Поскольку Специальный агент Гиббс и лейтенант Колонель Манн проводят совместное расследование убийства, агент DIA направляется, чтобы контролировать то, как Эбби обрабатывает ноутбук Капитана, который содержит очень секретные данные. Гиббсу становится неуютно, когда он вынужден быть между своей бывшей женой, Полковником Манн, и Директором Шепард. |    |                                                      |                       |                                              |                   |                        |
| 98 | 4  | «Кризис опознания» «Identity Crisis»                 | Томас Дж. Райт        | Джесс Стерн                                  | 16 октября 2007   | 17,55                  |
| Даки возмущен, что одно из исследований его трупов показало, что жертва была по ошибке помечена как "неизвестный" и пожертвована науке. Труп идентифицирован командой как профессиональный уголовник, который работал с ФБР, чтобы разыскать человека, подозреваемого в поставке людей с новыми личностями. NCIS работает с ФБР, чтобы захватить его и найти убийцу. |    |                                                      |                       |                                              |                   |                        |
| 99 | 5  | «Прыжок» «Leap of Faith»                             | Деннис Смит           | Фрэнк Кардеа и Джордж Шенк                   | 23 октября 2007   | 17,26                  |
| Когда Лейтенант Флота, который работал в Пентагоне офицером разведки, пытается совершить самоубийство, спрыгнув с крыши, NCIS вызывается, чтобы консультироваться с офицером. После того, как Гиббс в убеждает офицера отойти от края, офицера застреливают. У каждого члена команды Гиббса есть различная теория убийства, одна из которых включает что офицер является «кротом». |    |                                                      |                       |                                              |                   |                        |
| 100 | 6  | «Химера» «Chimera»                                   | Терренс О’Хара        | Дэн Фесман                                   | 30 октября 2007   | 16,33                  |
| На борту военного судна в столовой, моряки жалуются на стряпню повара, неожиданно один из них умирает в мучениях. Тони стреляет бумажками из трубочки в Зиву, Эбби пытается вытащить всех на концерт, появляется Гиббс и объявляет о том что их ждет вертолет. |    |                                                      |                       |                                              |                   |                        |
| 101 | 7  | «Реквием» «Requiem»                                  | Тони Уормби           | Шейн Брэннан                                 | 6 ноября 2007     | 18,15                  |
| Эпизод начинается с Тони, который извлекает Гиббса из воды и пытается вернуть его к жизни. Показано, что Мэдди, подруга детства умершей дочери Гиббса Келли, приезжает к нему за помощью, что впоследствии приводит к событиям, в которых автомобиль Гиббса падает в воду. |    |                                                      |                       |                                              |                   |                        |
| 102 | 8  | «Заданная мишень» «Designated Target»                | Колин Бакси           | Рид Штайнер                                  | 13 ноября 2007    | 17,39                  |
| Гиббс и его команда расследуют убийство морского Адмирала и встречают женщину, поиск мужа которой, политического беженца из Африки, связан с их расследованием. |    |                                                      |                       |                                              |                   |                        |
| 103 | 9  | «Потерянный и найденный» «Lost and Found»            | Марта Митчелл         | Дэвид Норт                                   | 20 ноября 2007    | 17,34                  |
| Во время экскурсии маленьких бойскаутов в лабораторию Эбби, обнаруживается, что один из них находится в списке похищенных. Это приводит группу к делу отца мальчика, которое началось 9 лет назад. |    |                                                      |                       |                                              |                   |                        |
| 104 | 10 | «Капрал наказание» «Corporal Punishment»             | Арвин Браун           | Джесс Стерн                                  | 27 ноября 2007    | 17,04                  |
| Военный садится в машину, закрывает дверь, неожиданно полураздетый человек разбивает стекло у водителя и садится за руль, бежавший пациент психиатрической лечебницы. |    |                                                      |                       |                                              |                   |                        |
| 105 | 11 | «Кланы» «Tribes»                                     | Колин Бакси           | Рид Штайнер                                  | 15 января 2008    | 15,82                  |
| Команда NCIS занимается расследованием, когда мусульманский Морской пехотинец найден мертвым около мечети, которая подозревается ФБР в вербовке террористов. Их поиск отсрочен, когда Даки отказывается провести вскрытие Морского пехотинца из уважения к религиозным верованиям семьи Морского пехотинца. |    |                                                      |                       |                                              |                   |                        |
| 106 | 12 | «Полицейский дозор» «Stakeout»                       | Тони Уормби           | Фрэнк Кардеа и Джордж Шенк                   | 8 апреля 2008     | 14,05                  |
| Похищают радар ВМС США, который должен был пройти испытания в следующем месяце, команда Гиббса устраивает засаду, чтобы поймать преступника, когда в это время убивают человека. |    |                                                      |                       |                                              |                   |                        |
| 107 | 13 | «Дела собачьи» «Dog Tags»                            | Оз Скотт              | Дэн Фесман и Альфонсо Морено                 | 15 апреля 2008    | 15,13                  |
| В ходе расследования по перевозке наркотиков из Панамы на базу ВМС главный подозреваемый (кинолог), найден загрызаным собакой. Макги тоже достается от нового подозреваемого - собаки. |    |                                                      |                       |                                              |                   |                        |
| 108 | 14 | «Служба собственной безопасности» «Internal Affairs» | Тони Уормби           | Рид Штайнер и Джесс Стерн                    | 22 апреля 2008    | 14,24                  |
| Макги обновляет информацию по делам (которые они раскрыли), и вдруг отключается электричество и приходит ФБР. ФБР расследует убийство Рене Бенуа (Лагренуиля), и подозревает, что в этом убийстве замешана Морская полиция. |    |                                                      |                       |                                              |                   |                        |
| 109 | 15 | «В ударе» «In the Zone»                              | Терренс О’Хара        | Линда Барстин                                | 29 апреля 2008    | 14,76                  |
| Когда Морской Капитан убит во время минометного обстрела, оказывается, что его застрелили. Тони и Никки Жардин посылают в Багдад, чтобы заняться расследованием, а в это время остальная часть команды помогает, занимаясь расследованием в США. |    |                                                      |                       |                                              |                   |                        |
| 110 | 16 | «Расплата» «Recoil»                                  | Джеймс Уитмор-младший | Фрэнк Кардеа, Дэн Фесман и Джордж Шенк       | 6 мая 2008        | 14,04                  |
| Зива работает под прикрытием. Она должна разоблачить убийцу четырех женщин, но он её раскрывает и пытается убить. Зиве приходится убить его. |    |                                                      |                       |                                              |                   |                        |
| 111 | 17 | «Кругом!» «About Face»                               | Деннис Смит           | Альфонсо Морено, Рид Штайнер и Джесс Стерн   | 13 мая 2008       | 14,88                  |
| Расследуя смерть человека на стройплощадке, Джимми Палмер следует за подозрительным человеком, который шпионит вокруг, но человек стрелляет в него. Оставленный контуженным, Джимми изо всех сил пытается запомнить лицо человека и таким образом идентифицировать его. В конце команда находит его, но стрелок пытается сбежать, но Джимми удается остановить его в его автомобиле. |    |                                                      |                       |                                              |                   |                        |
| 112 | 18 | «Судный день. Часть 1» «Judgment Day (Part I)»       | Томас Дж. Райт        | Стивен Байндер и Дэвид Норт                  | 20 мая 2008       | 16,52                  |
| Двое мальчишек балуются с духовой винтовкой, стреляют в почтовый ящик, а потом решают продырявить надувной матрас, на котором лежит уснувший мужчина. Они стреляют, матрас идет ко дну, но человек на нем так и не шевелится, поскольку к этому моменту он уже некоторое время мертв. Этим человеком оказывается агент Уильям Декер, и Зива с Тони сопровождают Дженни на его похороны. Расписываясь в книге, Дженни слышит упоминание о некоем мистере Ошимайде, идет за говорящими и незаметно фотографирует камерой в телефоне. |    |                                                      |                       |                                              |                   |                        |
| 113 | 19 | «Судный день. Часть 2» «Judgment Day (Part II)»      | Томас Дж. Райт        | Стивен Байндер, Дэвид Норт и Кристофер Уэйлд | 20 мая 2008       | 16,52                  |
| Тони и Зива добираются до забегаловки, видят черный джип, а также пулевые отверстия в двери и окнах. Когда они входят внутрь, то обнаруживают четверых мертвых убийц и Дженни. Тони касается её руки, чтобы проверить пульс, и качает головой, а потом подбирает телефон, на который звонит Гиббс. Вскоре Гиббс приезжает к забегаловке, Тони и Зива начинают работать на месте убийства под руководством заместителя директора Вэнса, который сообщает Гиббсу, что это его место преступления. Он реконструирует сцену преступления, и говорит, что Даки займется аутопсией. Гиббс говорит, что был и пятый стрелок, который уехал на машине. |    |                                                      |                       |                                              |                   |                        |